# Hypericum vaccinioides
Hypericum vaccinioides är en johannesörtsväxtart som beskrevs av N.Robson. Hypericum vaccinioides ingår i släktet johannesörter, och familjen johannesörtsväxter. Inga underarter finns listade i Catalogue of Life.